# Curetis sperthis
Curetis sperthis är en fjärilsart som beskrevs av Felder 1865. Curetis sperthis ingår i släktet Curetis och familjen juvelvingar. Inga underarter finns listade i Catalogue of Life.

## Bildgalleri

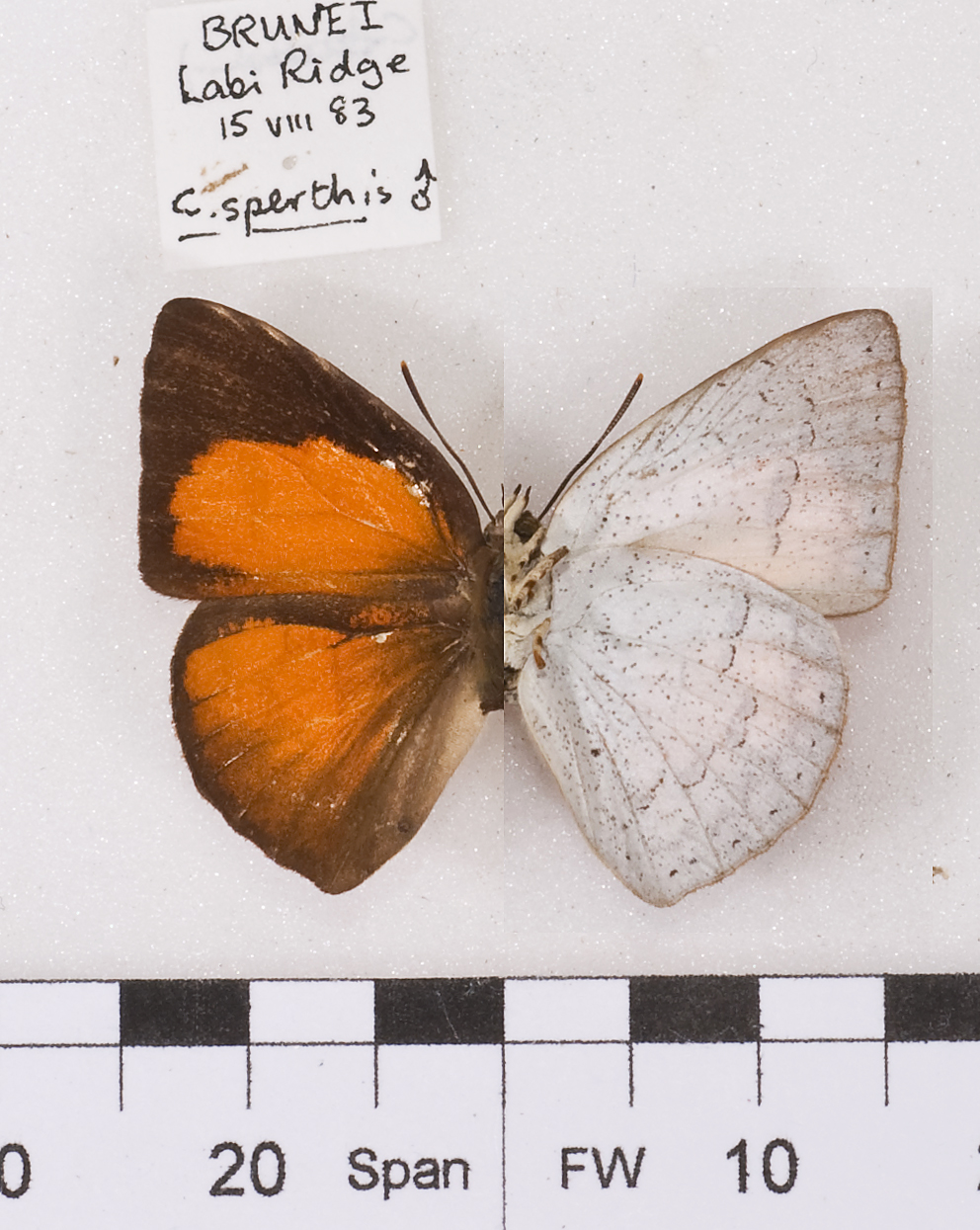